# Kwita Izina Tour
El Kwita Izina Tour (oficialmente: Kwita Izina Cycling Tour) es una carrera ciclista profesional por etapas que se disputa en Ruanda, en el mes de junio. Toma su nombre de la celebración del Kwita Izina, actividad con el objetivo de crear conciencia para la conservación de los gorilas de montaña.
Se comenzó a disputar en 2009 como amateur y ya desde 2011 es profesional formando parte del UCI Africa Tour, dentro de la categoría 2.2 (última categoría del profesionalismo).
Tiene 3 etapas divididos en 2 días, disputándose en el primer día dos etapas.
El ganador del 2011, Daniel Teklehaymanot, hizo historia al ganar todas las etapas y la general.

## Palmarés
En amarillo: edición amateur.
| Año  | Ganador              | Segundo                | Tercero            |
| ---- | -------------------- | ---------------------- | ------------------ |
| 2009 | Abraham Ruhumuriza   | Bandera de ?           | Bandera de ?       |
| 2010 | Abraham Ruhumuriza   | Bandera de ?           | Bandera de ?       |
| 2011 | Daniel Teklehaymanot | Freqalsi Abrha Debesay | Adil Jelloul       |
| 2012 | Abraham Ruhumuriza   | Azzedine Lagab         | Joseph Biziyaremye |

## Palmarés por países
| País    | Victorias |
| ------- | --------- |
| Ruanda  | 3         |
| Eritrea | 1         |